# Frisia Occidentale

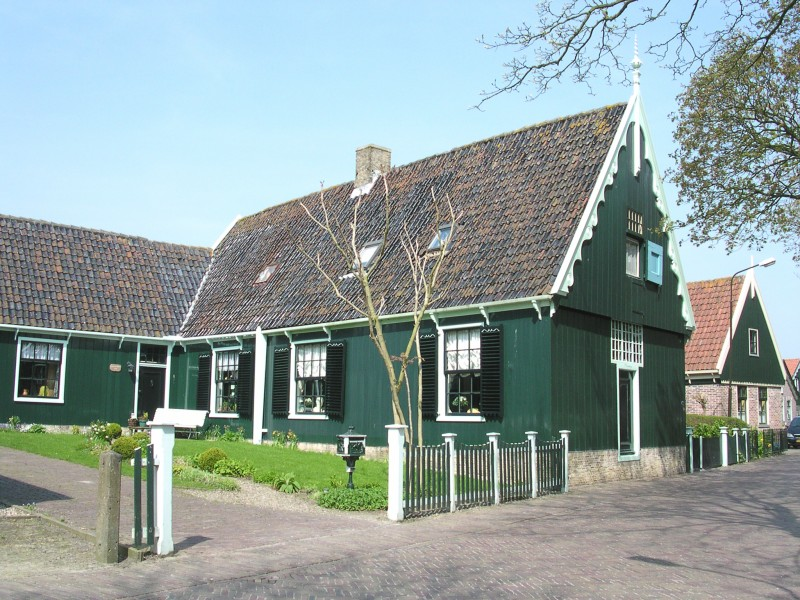
Edifici tipici del villaggio di Twisk, nel comune di Medemblik

La Frisia Occidentale (in olandese: West-Friesland; in frisone occidentale: West-Fryslân) è una regione non amministrativa del nord-ovest dei Paesi Bassi, situata nella parte nord-orientale della provincia dell'Olanda Settentrionale e corrispondente, approssimativamente, al territorio della Contea della Frisia Occidentale, fondata dai Gerulfingi nel IX secolo.
Capoluogo è Hoorn. Altri centri importanti sono Alkmaar ed Enkhuizen.

## Geografia

### Collocazione
La regione si trova di fronte alla provincia della Frisia ed è bagnata a sud e ad est dall'IJsselmeer.

### Località
Fanno parte della Frisia occidentale i seguenti comuni/località:

#### Comuni
| Comune                    | Nome in frisone occidentale      | Abitanti 31 maggio 2018                  |
| ------------------------- | -------------------------------- | ---------------------------------------- |
| Alkmaar (un pezzo)        | Alkmar                           | 108.596 ca. 53.970 in Frisia-Occidentale |
| Drechterland              | Drechterland                     | 19.426                                   |
| Enkhuizen                 | Henkhúze                         | 18.472                                   |
| Heerhugowaard             | Heerhugoweard oppure Heregeweard | 56.134                                   |
| Hollands Kroon (un pezzo) | -                                | 47.615 ca. 12.298 in Frisia-Occidentale  |
| Hoorn                     | Hoorn                            | 72.970                                   |
| Koggenland                | Koggeland                        | 22.688                                   |
| Langedijk                 | Lengedoik                        | 27.914                                   |
| Medemblik                 | Memelik                          | 44.624                                   |
| Opmeer                    | Obmar oppure Opmar               | 11.570                                   |
| Schagen (un pezzo)        | Skagen                           | 46.532                                   |
| Stede Broec               | Stee Broek                       | 21.659                                   |

#### Città e villaggi
- Aartswoud
- Alkmaar (un pezzo)
- Abbekerk
- Andijk
- Avenhorn
- Barsingerhorn
- Benningbroek
- Berkhout
- Blokker
- Bovenkarspel
- Broek op Langedijk
- Enkhuizen
- De Goorn
- Grootebroek
- Grosthuizen
- Hauwert
- Hem
- Hensbroek
- Hoogkarspel
- Hoogwoud
- Hoorn
- Koedijk
- Lambertschaag
- Lutjebroek
- Medemblik
- Midwoud
- Nibbixwoud
- Obdam
- Onderdijk

- Oosterblokker
- Oosterleek
- Oostwoud
- Opmeer
- Opperdoes
- Oterleek
- Oudendijk
- Oudorp
- Scharwoude
- Schellinkhout
- Sijbekarspel
- Spanbroek
- Spierdijk
- Twisk
- Ursem
- Venhuizen
- Wadway
- Warmenhuizen
- De Weere
- Wervershoof
- Westwoud
- Wijdenes
- Wognum
- Zuidermeer
- Zwaag
- Zwaagdijk Oost
- Zwaagdijk West

## Storia
Il nome West-Friesland è attestato per la prima volta in un documento ufficiale del 1299.
|  |

Durante il Secolo d'Oro (XVII secolo), la regione ebbe un ruolo importante nel campo dei commerci e della navigazione.

## Economia
Tra le principali risorse economiche della regione, vi è l'agricoltura.

## Turismo
La regione è particolarmente frequentata dagli amanti degli sport acquatici.

### Luoghi d'interesse
- Castello di Radboud (fine del XIII secolo), a Medemblik[4][5][6]
- Westfriese Omringdijk, realizzata nel 1300 circa[1], è una delle dighe più lunghe ed antiche dei Paesi Bassi[3]
- Zuiderzeemuseum, ad Enkhuizen[7]